# Prague Open 1995
Il Prague Open 1995 è stato un torneo di tennis giocato sulla terra rossa. 
È stata la 4ª edizione del torneo, che fa parte della categoria Tier IV nell'ambito del WTA Tour 1995.
Si è giocato al I. Czech Lawn Tennis Club di Praga in Repubblica Ceca, dall'8 al 14 maggio 1995.

## Campionesse

### Singolare
Julie Halard ha battuto in finale  Ludmila Richterová con il punteggio di 6–4, 6–4

### Doppio
Linda Harvey-Wild /  Chanda Rubin hanno battuto in finale  Maria Lindström /  Maria Strandlund con il punteggio di 6–7, 6–3, 6–2